# Irene Benneweis
Karen Christine Irene Benneweis f. Petersen (26. november 1891 i Nakskov – 12. maj 1970 i Dronningmølle) var en dansk cirkusdirektør i Cirkus Benneweis.
Hendes forældre hed Hans Peter Petersen og Anna Mathilde Vilhelmine Schlander. Irene blev gift med cirkusdirektør Ferdinand Herman Alexander Ditlev Benneweis den 17. januar 1915.
Parret havde ingen biologiske børn, så de adopterede den femårige Eli i 1916. Elis baggrund lignede Irenes. Hans tilstedeværelse blev tålt af den ældre Benneweis-familie til han efter et opgør blev smidt på porten. Efter Ferdinands død i 1945 tog Irene ham tilbage. Sammen ledede de cirkusset indtil Eli købte Irene ud.